# Prometeo (Liszt)

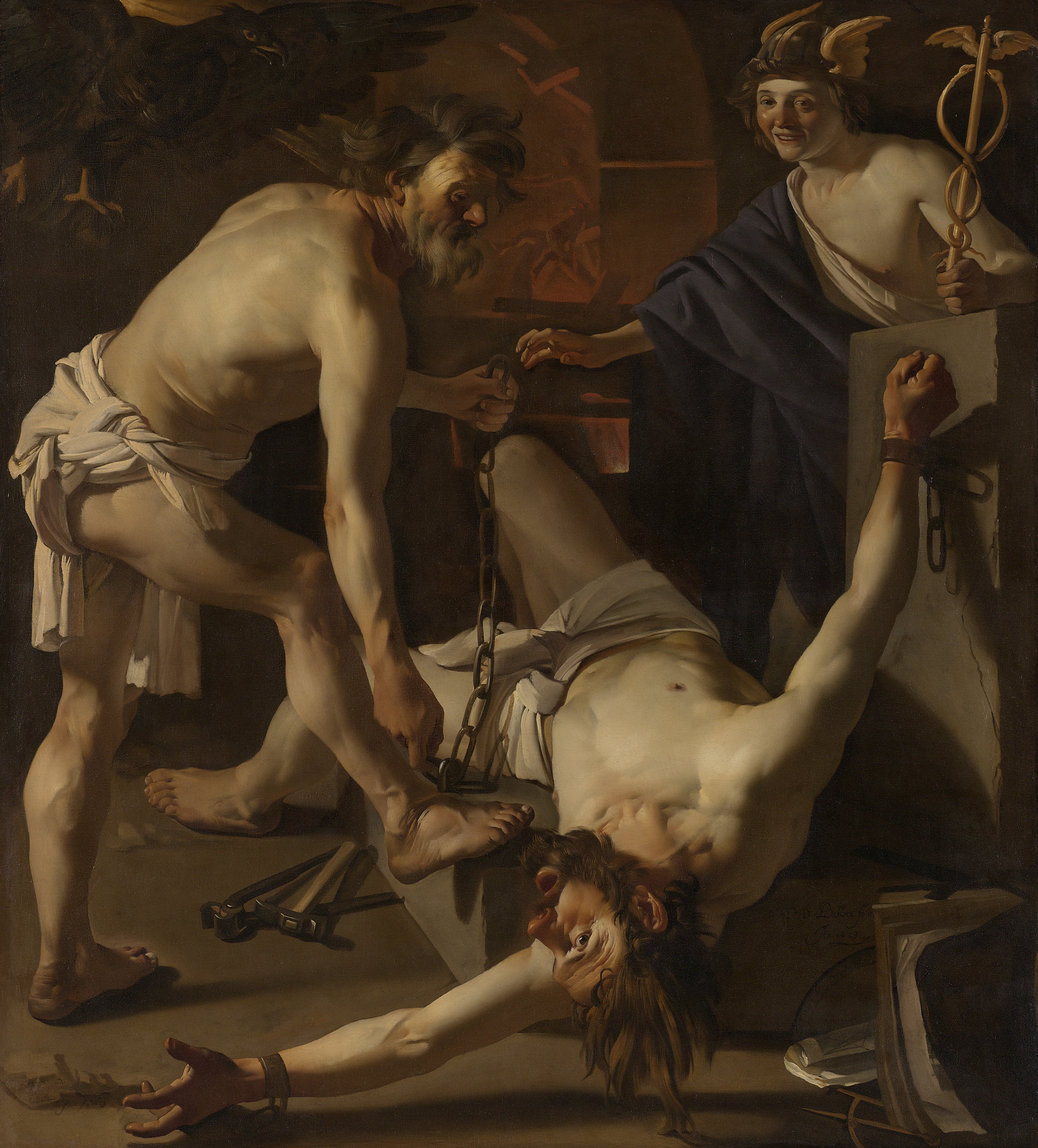
El encadenamiento de Prometeo, por Dirck van Baburen.

Prometeo S.99 (Prometheus) es un poema sinfónico compuesto por Franz Liszt en 1850 y revisado en 1855. Es el número 5 de su ciclo de trece Poemas sinfónicos escritos durante su periodo en Weimar. La obra está basada en el mito griego de Prometeo.

## Composición
En 1850, Franz Liszt compuso una obertura y ocho coros con orquesta de acompañamiento para la obra de Johann Gottfried Herder Der entfesselte Prometheus («Prometeo desatado»), una obra mitológica de trece escenas pensada como una secuela del Prometeo encadenado de Esquilo. Fue representada durante el Festival Herder en agosto de ese año en Weimar. Liszt dio indicaciones para la orquestación y Joachim Raff se ayudó de dichas notas para producir una partitura que se usó en la primera representación. Este concierto celebraba la inauguración del monumento a Herder el 24 de agosto de ese año. En 1855 Liszt revisó tanto la obertura como los coros, dando como resultado la expansión de la obertura en un poema sinfónico y los coros en una obra escénica de concierto. El poema sinfónico fue representado por primera vez el 18 de octubre de dicho año.

## Descripción
Liszt compuso la obra para ilustrar el encarcelamiento, dolor, esperanza y triunfo final de Prometeo que resultó ser incomprensible para el público contemporáneo debido a las muchas disonancias que acompañan a la pieza. Las partes corales terminaban demasiado pronto y eran inutilizables, mientras que la obertura adquirió vida propia gracias a las múltiples ejecuciones intencionadas y la dirección de Hans von Bülow.
Para la representación de los coros revisados, el crítico de Weimar Richard Pohl condensó la obra de Herder en prólogos para leerlos antes de cada coro. A diferencia del texto alegórico de Herder, los prólogos de Pohl desarrollan el personaje de Prometeo, enfatizando tanto su sufrimiento como su turbulenta relación con Zeus. También crearon una intensidad que no estaba presente en el drama de Herder, que lleva el poema sinfónico, de la furiosa apertura (marcada como Allegro energico ed adagio assai) del material musical principal (marcado como Allegro molto appassionato).

## Transcripción
Como muchos otros poemas sinfónicos escritos durante el periodo del compositor en Weimar, Prometeo también fue transcrito como una obra para piano a cuatro manos o para dos pianos. Además, el organista y compositor Jean Guillou transcribió esta obra para órgano solista.